# سنترتاون
سنترتاون (انگلیسی: Centretown) محله ای در سومرست وارد، در مرکز اتاوا، انتاریو، کانادا است. این شهر به این صورت تعریف می‌شود: «منطقه‌ای که از شمال به خیابان گلاستر و خیابان لیزگار، از شرق به کانال ریدو، از جنوب به آزادراه کوئینز وی و از غرب به خیابان برونسون محدود می‌شود.